# Ypthima
Genre
Ypthima est un genre de lépidoptères de la famille des Nymphalidae et de la sous-famille des Satyrinae. 

## Taxonomie
Le genre Ypthima a été décrit par l'entomologiste allemand Jakob Hübner en 1818.
Synonymes :
- Xois Hewitson, 1865
- Kolasa Moore, 1893
- Thymipa Moore, 1893
- Nadiria Moore, 1893
- Pandima Moore, 1893
- Lohana Moore, 1893
- Dallacha Moore, 1893
- Shania Evans, 1912
- Sundaypthima Uemura, 1996

## Noms vernaculaires
En anglais, ses espèces sont appelées rings.

## Liste des espèces
Selon Funet :
- Ypthima similis Elwes & Edwards, 1893
- Ypthima iarba de Nicéville, 1895
- Ypthima affectata Elwes & Edwards, 1893
- Ypthima sobrina Elwes & Edwards, 1893
- Ypthima savara Grose-Smith, 1887
- Ypthima sakra Moore, 1857
- Ypthima pseudosavara Uémura & Monastyrskii, 2000
- Ypthima nikaea Moore, [1875]
- Ypthima hannyngtoni Eliot, 1967
- Ypthima methorina Oberthür, 1891
- Ypthima medusa Leech, [1892]
- Ypthima davidsoni Eliot, 1967
- Ypthima formosana Fruhstorfer, 1908
- Ypthima atra Cantlie & Norman, 1959
- Ypthima persimilis Elwes & Edwards, 1893
- Ypthima evansi Eliot, 1967
- Ypthima dohertyi (Moore, [1893])
- Ypthima methora Hewitson, 1865
- Ypthima conjuncta Leech, 1891
- Ypthima microphthalma Forster, [1948]
- Ypthima yayeyamana Nire, 1920
- Ypthima tappana Matsumura, 1909
- Ypthima cantlei Norman, 1958
- Ypthima philomela (Linnaeus, 1763)
- Ypthima baldus (Fabricius, 1775)
- Ypthima zodia Butler, 1871
- Ypthima horsfieldii Moore, 1884
- Ypthima cerealis Watson, 1897
- Ypthima nebulosa Aoki & Uémura, 1982
- Ypthima yunosukei Aoki & Uémura, 1984
- Ypthima fasciata Hewitson, 1865
- Ypthima indecora Moore, 1882
- Ypthima nynias Fruhstorfer, 1911
- Ypthima stellera (Eschscholtz, 1821)
- Ypthima aphnius (Godart, [1824])
- Ypthima lisandra (Cramer, [1780])
- Ypthima singala Felder, 1868
- Ypthima avanta Moore, [1875]
- Ypthima arctous (Fabricius, 1775)
- Ypthima sesara (Hewitson, 1865)
- Ypthima fulvida (Butler, 1883)
- Ypthima nareda (Kollar, [1844])
- Ypthima asterope (Klug, 1832) — l'Astérope
- Ypthima norma (Westwood, 1851)
- Ypthima cataractae van Son, 1955
- Ypthima yatta Kielland, 1982
- Ypthima congoana Overlaet, 1955
- Ypthima rhodesiana Carcasson, 1961
- Ypthima simplicia Butler, 1876
- Ypthima condamini Kielland, 1982
- Ypthima antennata van Son, 1955
- Ypthima jacksoni Kielland, 1982
- Ypthima vuattouxi Kielland, 1982
- Ypthima lamto Kielland, 1982
- Ypthima recta Overlaet, 1955
- Ypthima granulosa Butler, 1883
- Ypthima pupillaris Butler, 1888
- Ypthima impura Elwes & Edwards, 1893
- Ypthima pulchra Overlaet, 1954
- Ypthima praestans Overlaet, 1954
- Ypthima doleta Kirby, 1880
- Ypthima diplommata Overlaet, 1954
- Ypthima albida Butler, 1888
- Ypthima chenu (Guérin-Méneville, 1843)
- Ypthima ypthimoides (Moore, 1881)
- Ypthima praenubila Leech, 1891
- Ypthima huebneri Kirby, 1871
- Ypthima ceylonica Hewitson, 1865
- Ypthima chinensis Leech, 1892
- Ypthima iris Leech, 1891
- Ypthima dromon Oberthür, 1891
- Ypthima megalomma Butler, 1874
- Ypthima beautei Oberthür, 1884
- Ypthima pseudodromon Forster, [1948]
- Ypthima akbar Talbot, 1947
- Ypthima insolita Leech, 1891
- Ypthima putamdui South, 1913
- Ypthima baileyi South, 1913
- Ypthima frontierii Uémura & Monastyrskii, 2000
- Ypthima yoshinobui Huang & Wu, 2003
- Ypthima lihongxingi Huang & Wu, 2003
- Ypthima newara Moore, [1875]
- Ypthima dengae Huang, 2001
- Ypthima confusa Shirôzu & Shima, 1977
- Ypthima muotuoensis Huang, 2000
- Ypthima pemakoi Huang, 1998
- Ypthima sinica Uémura & Koiwaya, 2000
- Ypthima tiani Huang & Liu, 2000
- Ypthima pandocus Moore, [1858]
- Ypthima hanburyi Holloway, 1984
- Ypthima nigricans Snellen, 1892
- Ypthima kalelonda Westwood, 1888
- Ypthima risompae Uémura, 1982
- Ypthima ancus Fruhstorfer, 1911
- Ypthima gavalisi Martin, 1913
- Ypthima loryma Hewitson, 1865
- Ypthima sensilis Kashiwai, 1982
- Ypthima motschulskyi (Bremer & Grey, 1853)
- Ypthima yangjiahei Huang, 2001
- Ypthima multistriata Butler, 1883
- Ypthima perfecta Leech, 1892
- Ypthima esakii Shirôzu, 1960
- Ypthima sordida Elwes & Edwards, 1893
- Ypthima lycus de Nicéville, 1889
- Ypthima riukiuana Matsumura, 1906
- Ypthima imitans Elwes & Edwards, 1893
- Ypthima phania (Oberthür, 1891)
- Ypthima watsoni (Moore, [1893])
- Ypthima fusca Elwes & Edwards, 1893
- Ypthima masakii Ito, 1947
- Ypthima ciris Leech, 1891
- Ypthima bolanica Marshall, 1882
- Ypthima inica Hewitson, 1865
- Ypthima abnormis Shelford, 1904
- Ypthima junkoae Uémura, 1999
- Ypthima argillosa Snellen, 1892
- Ypthima florensis Snellen, 1891
- Ypthima angustipennis Takahashi, 2000
- Ypthima hyagriva Moore, 1857
- Ypthima albipuncta Lee, 1985
- Ypthima posticalis Matsumura, 1909
- Ypthima parasakra Eliot, 1987
- Ypthima striata Hampson, 1888
- Ypthima yamanakai Sonan, 1938
- Ypthima zyzzomacula Chou & Li, 1994
- Ypthima wenlungi Takahashi, 2007

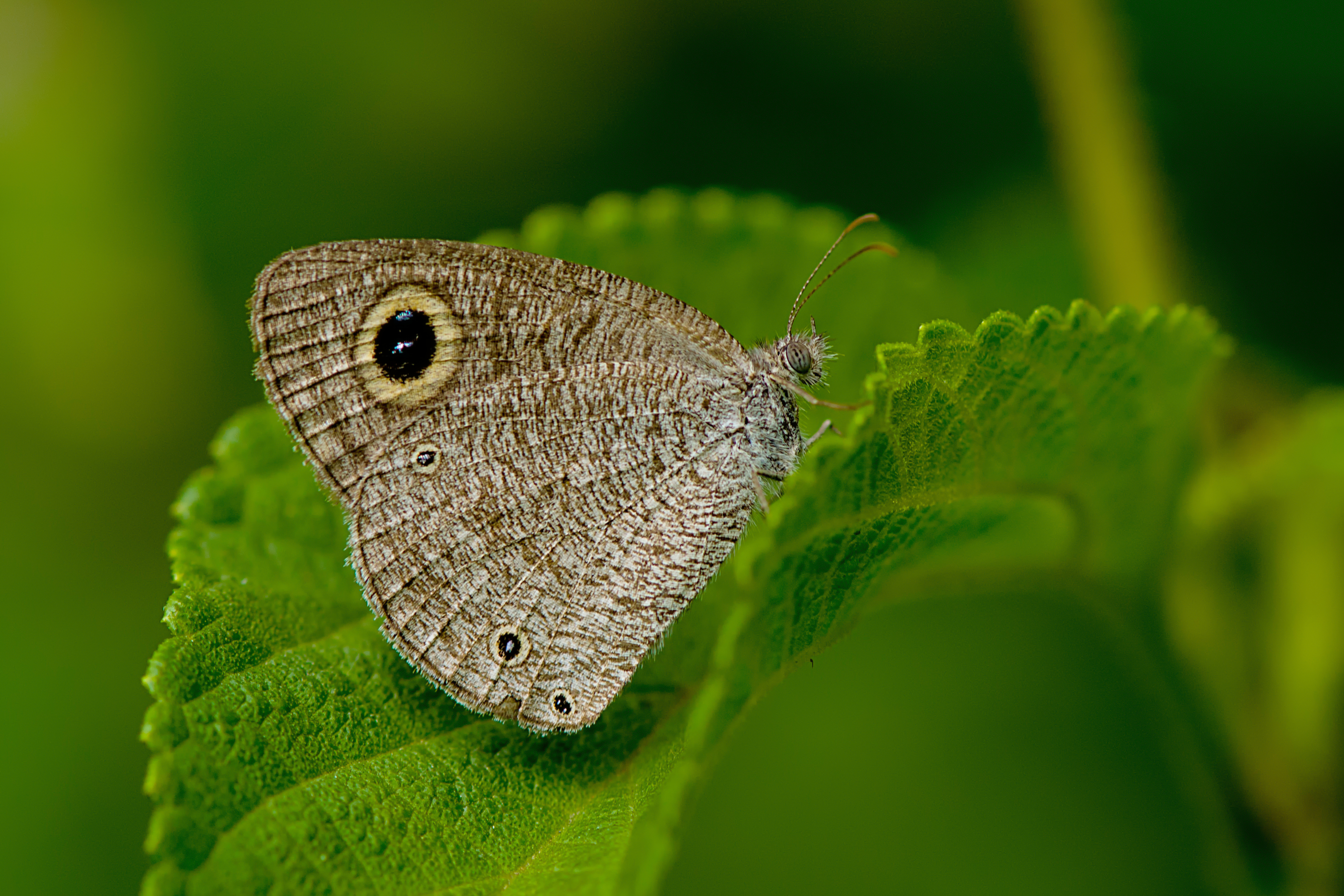
Ypthima asterope
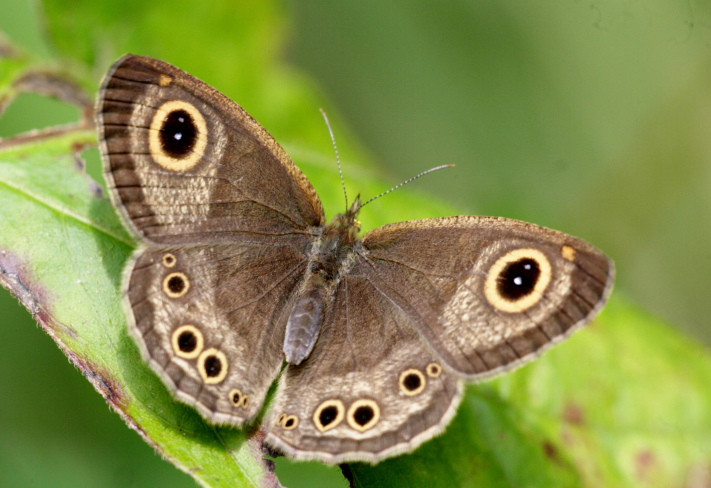
Ypthima baldus
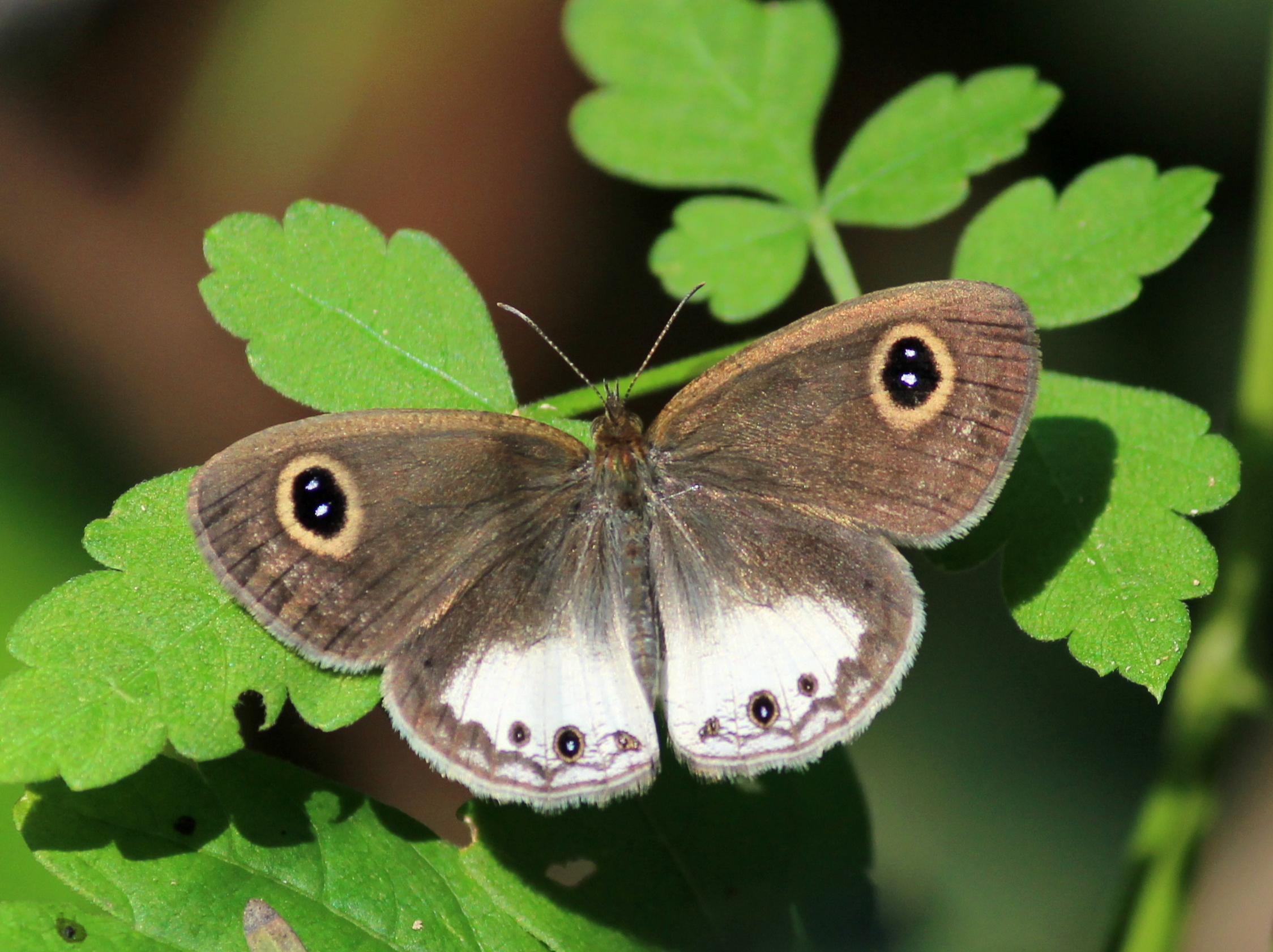
Ypthima ceylonica
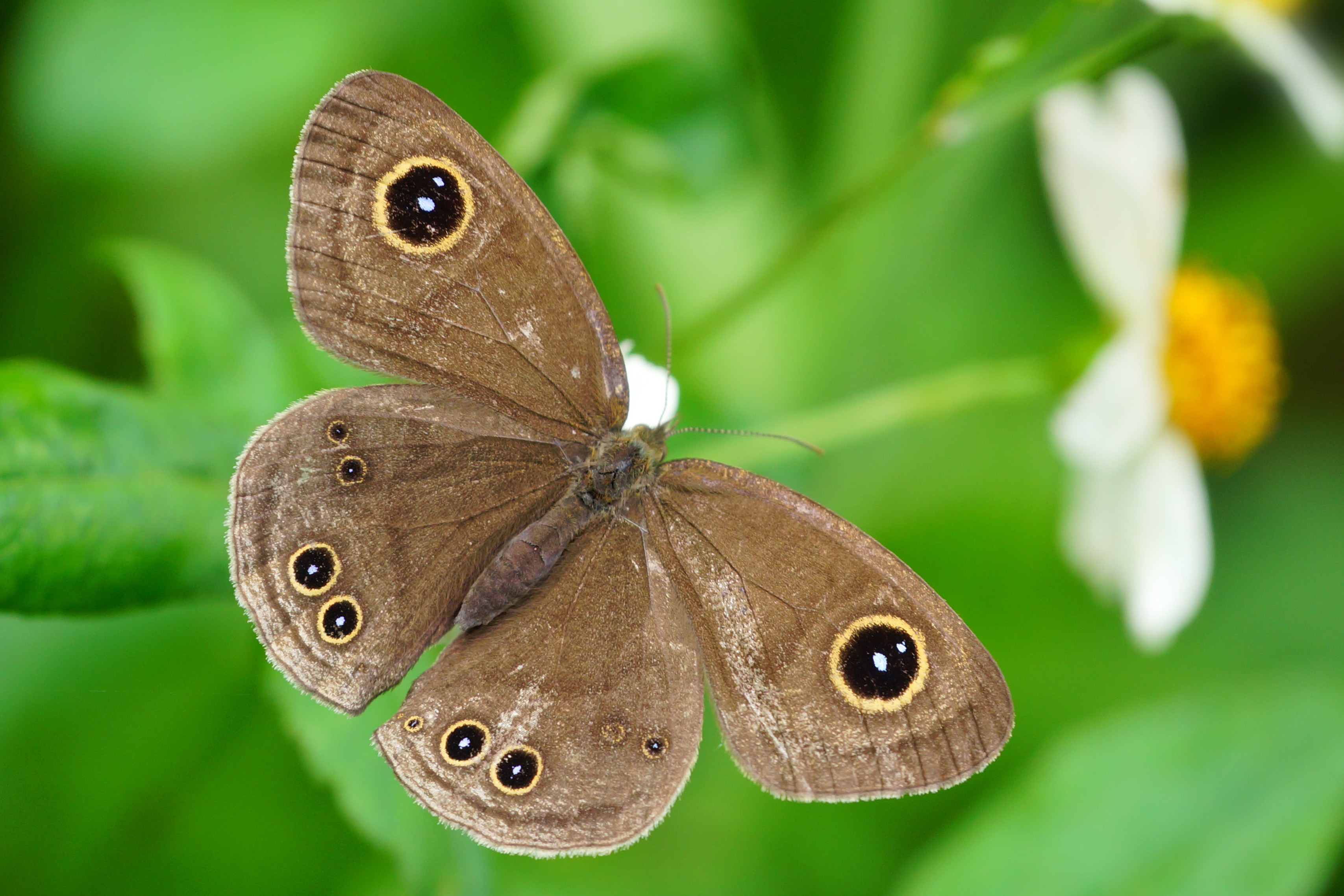
Ypthima formosana
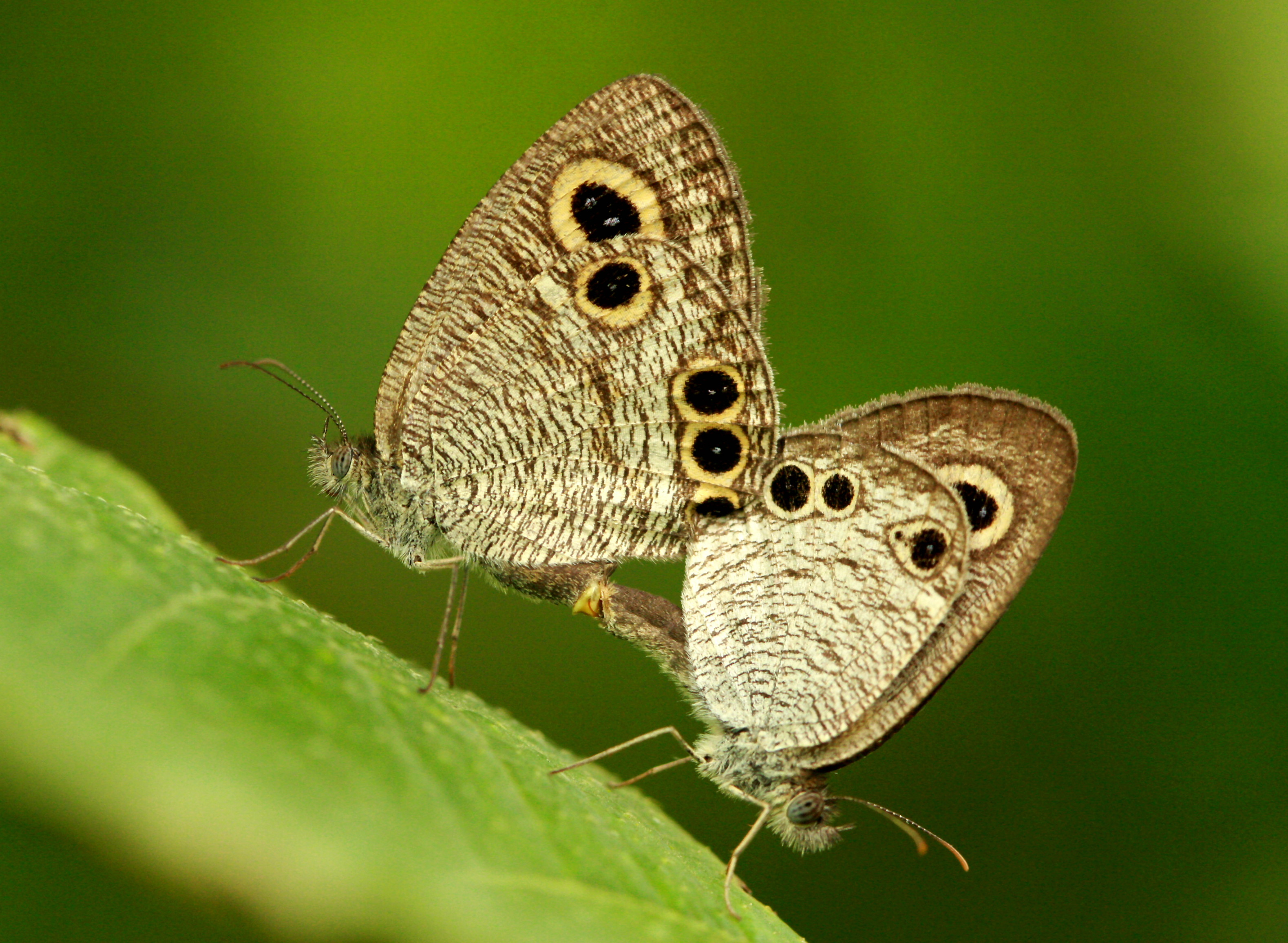
Ypthima huebneri
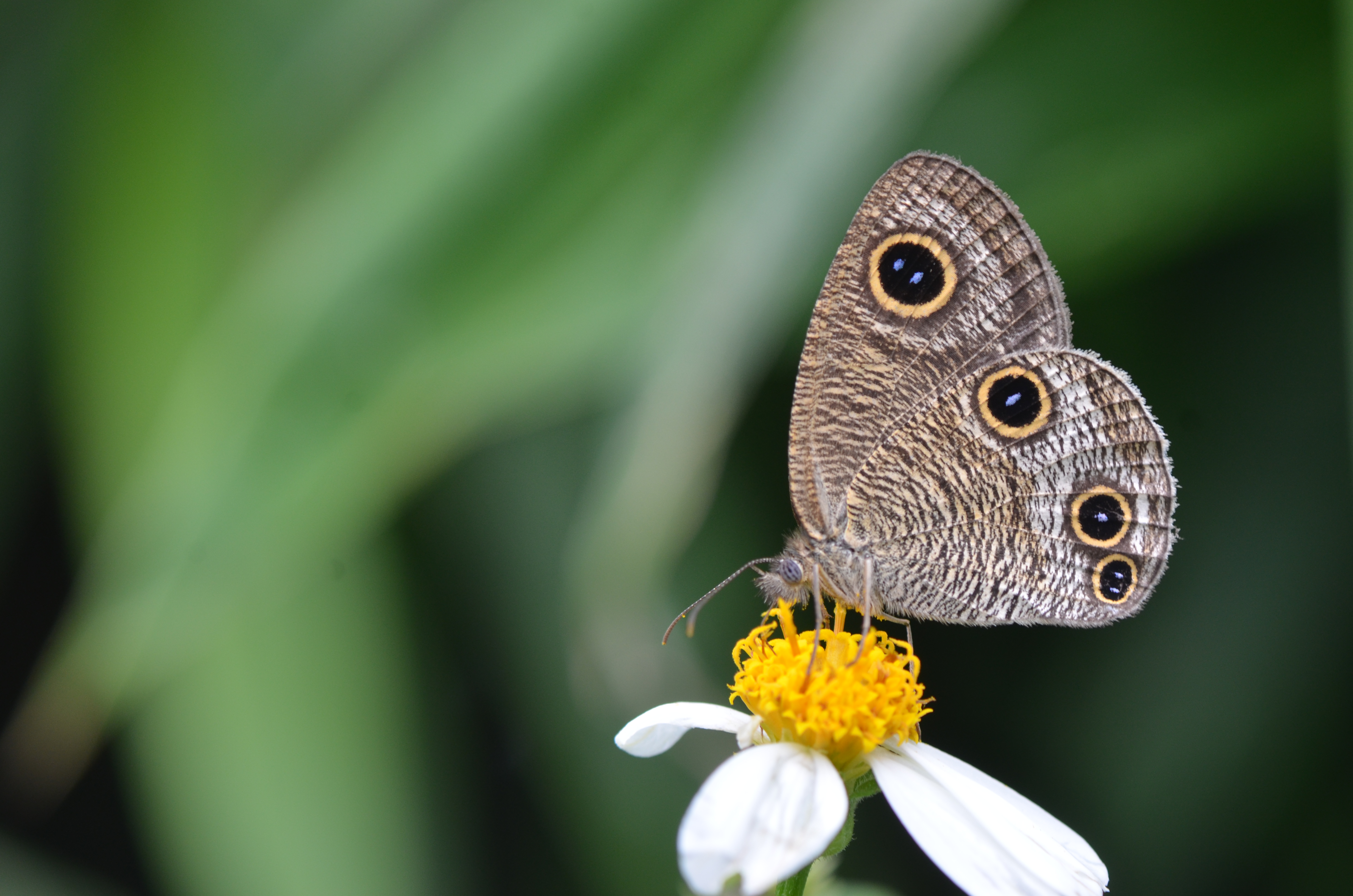
Ypthima multistriata
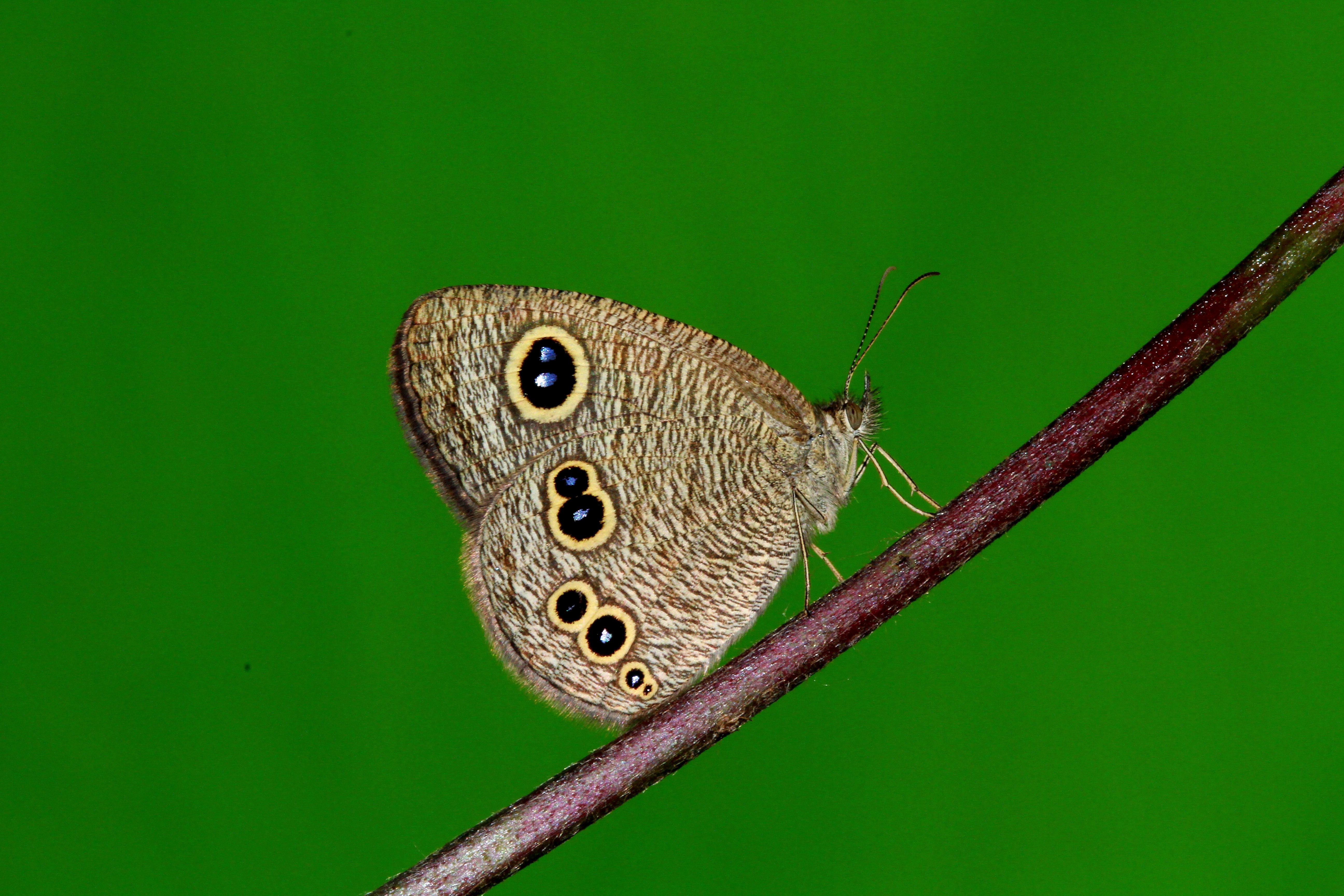
Ypthima tabella
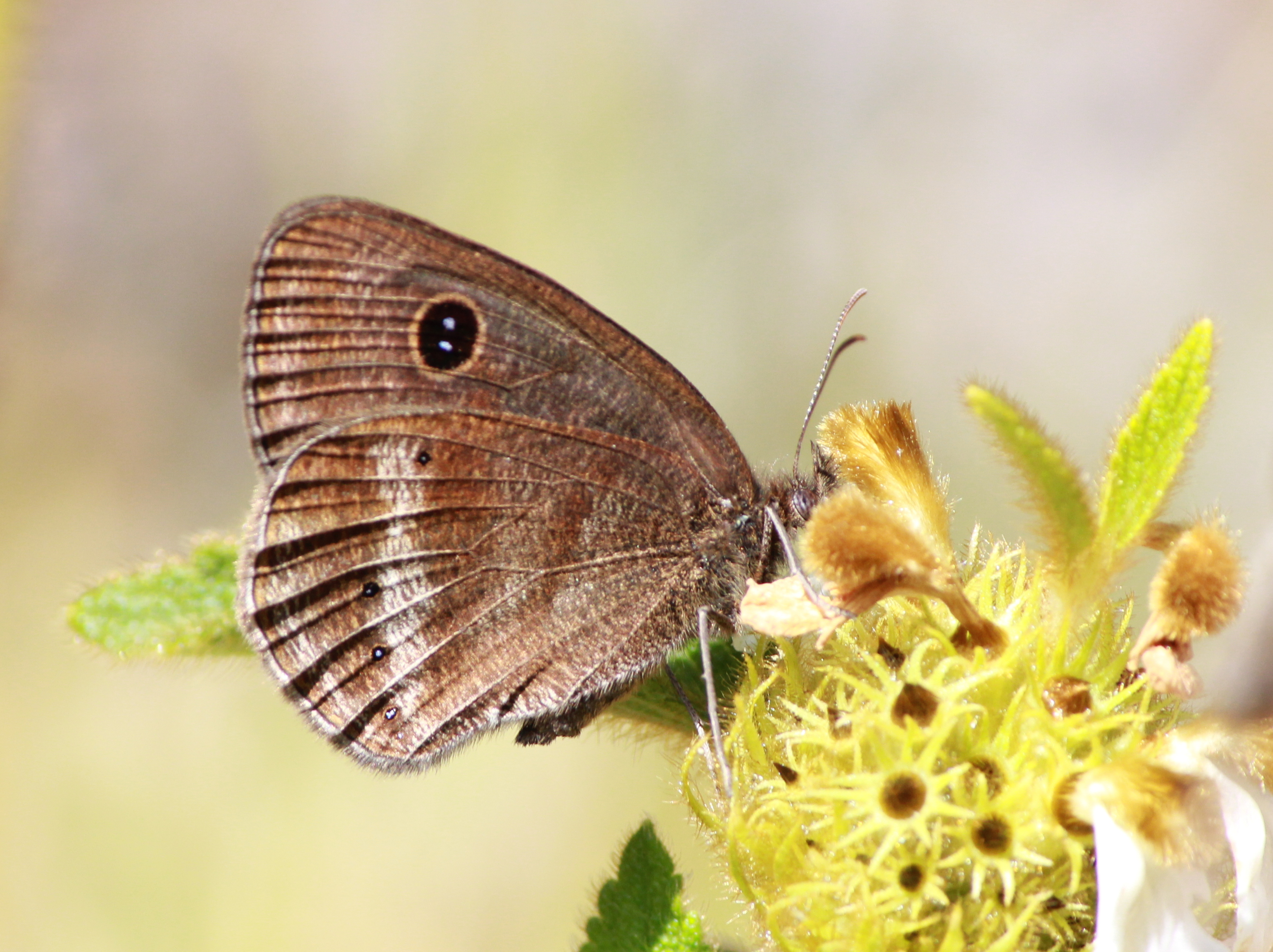
Ypthima ypthimoides
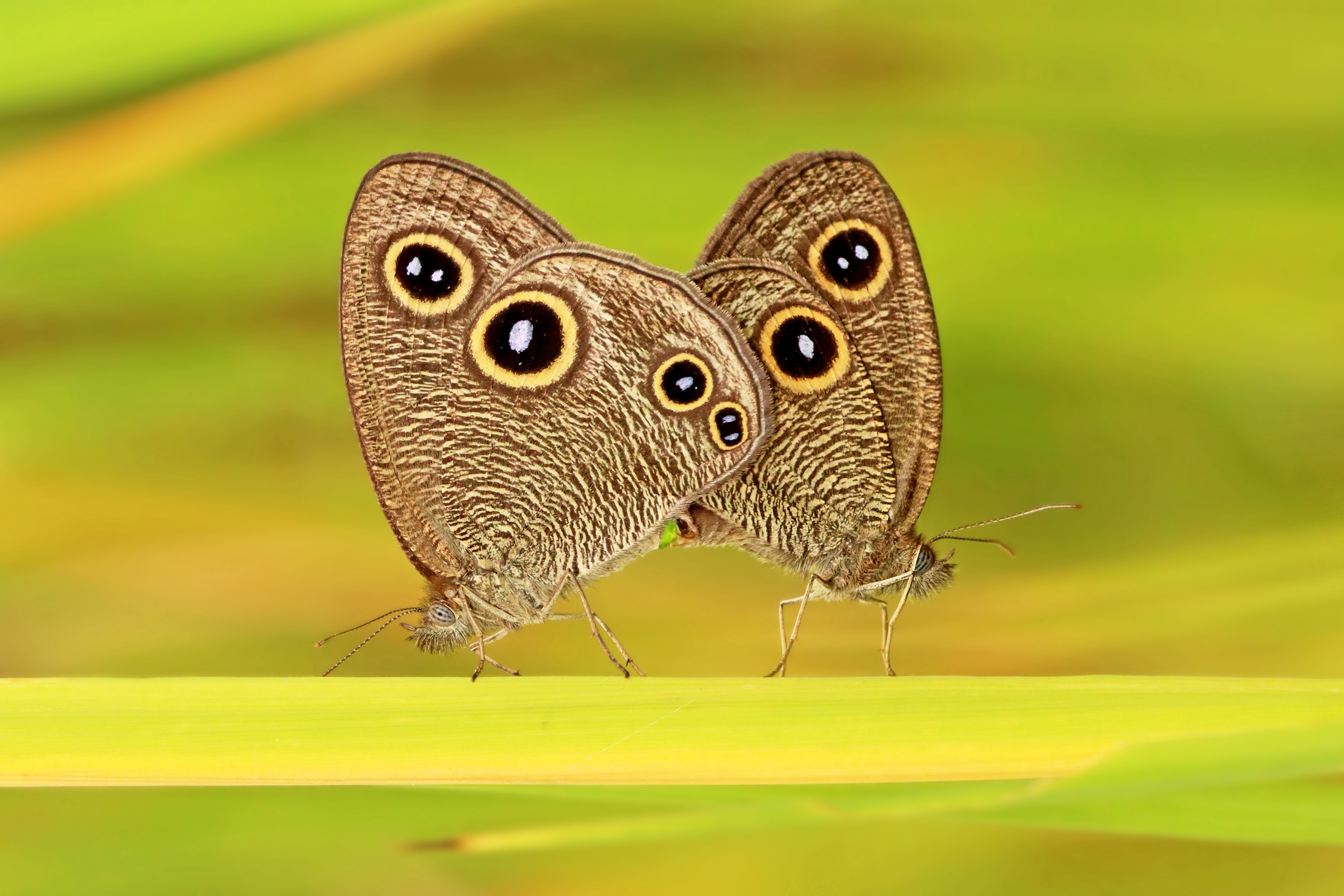
Un accouplement de Ypthima newara newara, en Inde. Septembre 2021.